# 國家肖像館
英國国家肖像馆（英語：National Portrait Gallery）是英国的一家肖像艺术画廊，坐落在倫敦特拉法加广场旁边，英国国家美术馆的北侧。

## 历史
聖馬丁廣場的前主入口處矗立著半身像，以紀念創立國家肖像畫廊的三個人。中間是第四代斯坦霍普伯爵菲利普·亨利·斯坦霍普，兩側是他的支持者，第一代麥考利男爵托馬斯·巴賓頓·麥考利（斯坦霍普的左邊）和湯瑪斯·卡萊爾（史丹霍普的右邊）。1846年，史坦霍普作為國會議員首先提出了建立國家肖像畫廊的想法。直到1856年他第三次嘗試，這次是在上議院，該提案才被接受。經維多利亞女王批准，下議院撥款2,000英鎊建立畫廊。除了斯坦霍普和麥考利之外，創始人還包括本傑明·迪斯雷利和埃爾斯米爾勳爵。後者將錢多斯的肖像捐贈給國家，作為畫廊的第一幅肖像。1857年埃爾斯米爾去世後，卡萊爾成為受託人。自1856年起，肖像馆向公众开放。
在最初的40年裡，畫廊位於倫敦的不同地點。最初的13年是在威斯敏斯特大喬治街29號度過的。那裡的收藏數量從57件增加到208件，參觀人數從5,300人增加到34,500人。1869年，收藏品移至展覽路和皇家園藝學會管理的建築內。1885年，這些建築物發生火災後，收藏品被轉移到貝斯納爾格林博物館。由於距離西區較遠、結露且缺乏防水，該位置最終被認為不合適。尋找新地點後，政府接受了慈善家威廉·亨利·亞歷山大的資助提案。亞歷山大捐贈了6萬英鎊，隨後又捐贈了2萬英鎊，並選擇了建築師伊凡·克里斯蒂安（Ewan Christian）。政府提供了位於聖馬丁廣場的新址，毗鄰國家美術館，並提供了16,000英鎊。這些建築物的表面採用波特蘭石，由 Shillitoe & Son 建造。建築師伊凡·克里斯蒂安和畫廊首任總監喬治·沙夫（George Scharf）在新建築竣工前不久去世。畫廊於1896年4月4日在新址開業。第一次擴建於1933年由第一代杜維恩勳爵（Joseph Duveen, 1st Baron Duveen）資助，並由建築師理查德·艾利森（Richard Allison）爵士在奧蘭治街（Orange Street）沿線的聖喬治軍營（St George's Barracks）上建造了側翼。
第二次世界大戰期間，國家肖像畫廊的收藏品被存放在白金漢郡的蒙特摩爾塔樓，此外還有皇家收藏的作品和威斯敏斯特宮議長府的畫作。

## 收藏

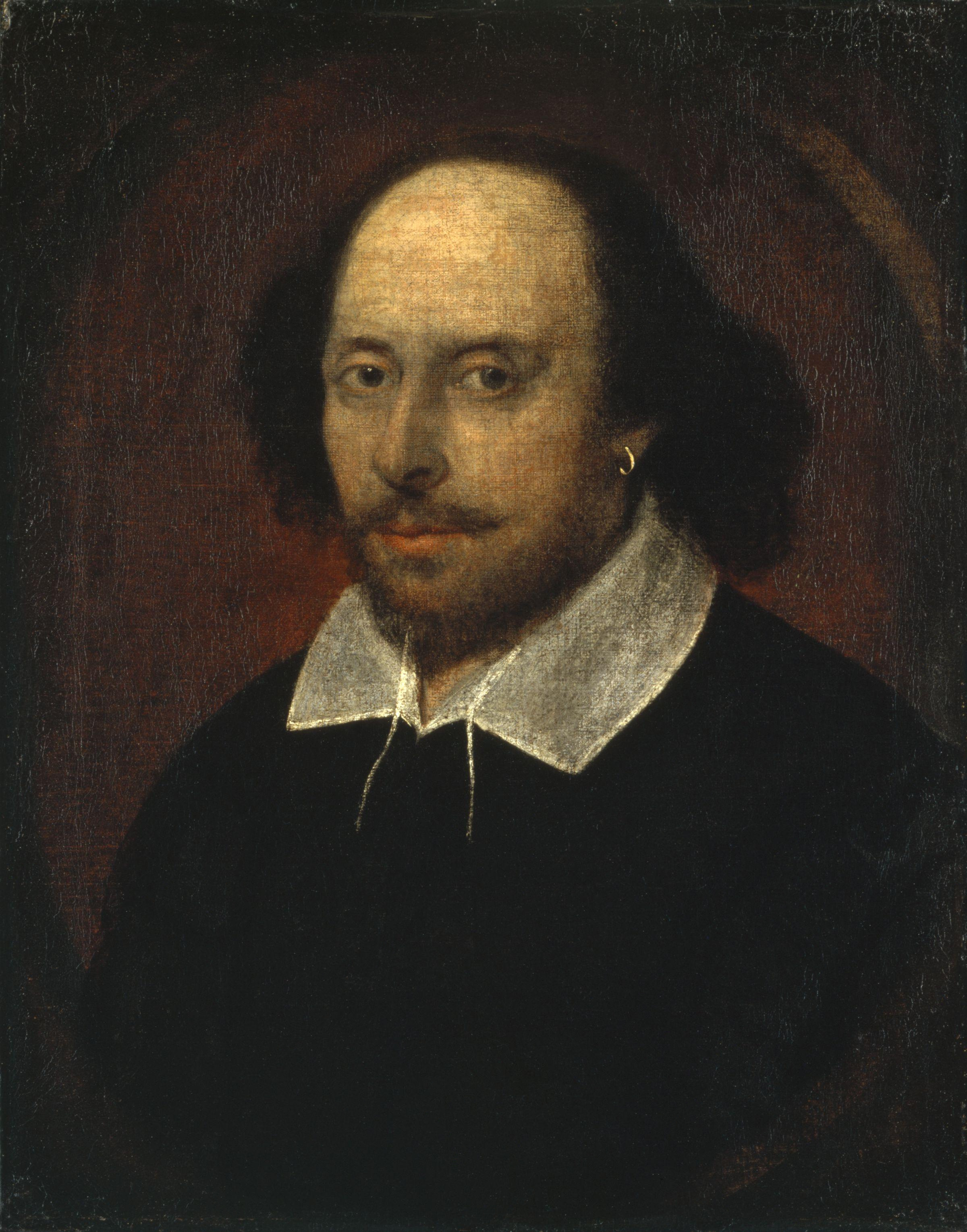
莎士比亞肖像畫（錢多斯肖像畫）為國家肖像館收藏的第一幅作品。

肖像馆收集了历史上的重要的、著名的英国人画像，館藏項目包括照片、绘画、素描与雕塑等多种創作型態，而收錄的肖像有亨利七世、莎士比亚、伊丽莎白二世等。
国家肖像馆组织每年一度的“BP肖像艺术奖”。

## 組織
國家肖像館是英國執行性非部會公共機構，董事由数字化、文化、媒体和体育部部長任命。

## 外部參考
- 英國倫敦的国家肖像馆官方網址（页面存档备份，存于）
- The complete illustrated Catalogue（页面存档备份，存于）
- National Portrait Gallery: A Visitor's Guide by John Cooper (New edition 2006)（页面存档备份，存于）
- To search the collection（页面存档备份，存于）
- NPG at Bodelwyddan Castle（页面存档备份，存于）